# ラカトシュ・イムレ
ラカトシュ・イムレ（洪: Lakatos Imre、1922年11月9日 - 1974年2月2日）は、ハンガリーの数理哲学、科学哲学者。数学の可謬性と、数学の発展の前公理的段階における「証明と論駁の方法論」についての論文で知られる。彼の科学の研究計画における概念である「リサーチプログラム」の概念を紹介したことでも有名。

## 生涯
ラカトシュは1922年、ハンガリーのデブレツェンのユダヤ人の家庭にリプシツ・イムレ（Lipsitz Imre）という名で生まれた。イムレは1944年にデブレツェン大学で数学、物理学、哲学で学位をとった。彼はナチスのユダヤ人に対する迫害を避けて名前をモルナール・イムレ（Molnár Imre）と改めた。イムレの母も祖母もアウシュヴィッツで亡くなった。彼は第二次世界大戦中に共産主義者になった。彼はラカトシュ・ゲーザに敬意を表して姓を「ラカトシュ（ロックスミス）」にした。
戦後、1947年より彼はハンガリー教育省の上級職員を務めた。彼はデブレツェン大学で教育を受け続け、1948年に博士号を取りもし、ルカーチ・ジェルジにより毎週水曜日の午後に行われたプライベート・セミナーに参加したりもした。また、1949年にはモスクワ大学においてソーフャ・ヤノフスカヤの監督下で勉強した。しかしながら彼は帰国するとハンガリー勤労者党内での内的主張の位置を失っていることに気づき、また、1950年から1953年にかけて修正主義の嫌疑をかけられて収監された。第二次世界大戦後のラカトシュのさらなる活動は近年知られるようになってきた。
ラカトシュは釈放された後に大学での生活に戻り、数学の研究に勤しむとともにポーヤ・ジェルジの「いかに解くか（How to Solve It）」をマジャル語に訳した。彼は名目上は共産主義者であり続けたが、その政治的観点は明らかに変わっていき、ハンガリー動乱の前触れとして反対意見の学生の集団に巻き込まれた。
1956年11月にソ連がハンガリーを侵略したのち、ラカトシュはウィーンに逃げ、後にはイングランドに到達した。1961年にはケンブリッジ大学から哲学の博士号を授与された。彼の没後に出版された「数学的発見の論理―証明と論駁（Proofs and Refutations: The Logic of Mathematical Discovery）」はこの時期の研究に基づいている。
ラカトシュは終生イギリス市民権を得ることはなかった。
1960年にロンドン・スクール・オブ・エコノミクス（以下、LSE）の研究員となり、そこで数学の哲学と科学哲学に関して著述した。当時のLSEの哲学部門にはカール・ポパー、ヨセフ・アガシ、ジョン・ワトキンスらがいた。ラカトシュのケンブリッジ大学での博士論文で数学に対して推測と反駁の可謬主義的方法論を適用するという題目のもとにラカトシュをポパーに紹介したのはアガシである。
ラカトシュは共同編集者のアラン・マスグレイヴとともに「批判と知識の成長」、つまり1965年にロンドンで開かれた科学哲学の国際会議の「議事録」の編集責任者となった。それは1970年に出版されたのだが、この1965年の会議ではよく知られた人々がトーマス・クーンの「科学革命の構造」に対する論文を配った。
彼は1974年に脳内出血によりたった51歳で急死するまでLSEに留まった。彼を記録してラカトシュ賞が制定された。
1971年1月に彼は国際的に権威がある「British Journal for the Philosophy of Science」の編者となり、1974年に死ぬまでその役職にあった。その後、同誌はラカトシュのLSEでの同僚で元研究アシスタントのジョン・ウィリアム・ネヴィル・ワトキンスやジョン・ウォーラルが編者を長年務めた。
1973年の四旬節に行われたラカトシュのLSEでの科学の方法に関する最後の講義は、彼の友人にして批判者のポール・ファイヤアーベントに対する応答を部分的に含んでいて、「For and Against Method」(ISBN 0-226-46774-0)に収録された。
ラカトシュとその同僚のスピロス・ラトシスは(生物学を除いた)自然科学及び経済学の分野に関してラカトシュのリサーチプログラムの方法論の歴史的事例研究に完全に専心する国際会議を組織し、それは1974年にギリシアで行われ、ラカトシュが1974年2月に死んで以降現在も続いている。アインシュタインの相対性のプログラム、フレネルの光を波と考える理論、あるいは新古典派経済学といった分野に関する事例研究は1976年にケンブリッジ大学出版局から2巻本で出版されていて、1巻はもっぱら自然科学とラカトシュの科学史を書き直す一般的プログラムに充てられて、ラカトシュの親友ファイヤアーベントによる批判によって結ばれていて、もう1巻では経済学について述べられている。

## 証明と論駁、数学
ラカトシュの数学の哲学はヘーゲルやマルクスの弁証法、ポパーの知識の理論、数学者ポーヤ・ジェルジの著作に影響を受けている。
1976年に出版された「証明と論駁」は4章からなるがそのうち前3章を1961年に書かれた博士論文「数学的発見の論理に関する論考（Essays in the logic of mathematical discovery）」に基づいている。しかし第1章は「British Journal for the Philosophy of Science」に掲載された際の「証明と論駁」からラカトシュ自身によって修正が加えられている。それは主として数学の授業として設定された架空の対話から始まっている。そこに登場する生徒たちは位相幾何学のオイラーの多面体定理を証明しようとしている。オイラーの多面体定理とは多面体の性質に関する定理で、具体的にはどんな多面体であってもその頂点の個数Vから辺の本数Eを引き、面の枚数Fを足すと2になる（V-E+F=2）というものである。この対話は数学者たちが歴史的に推論に対して提供しようとし(たが繰り返し反例によって論駁されてき)た証明の実際の流れを示すという目論見のもとに書かれた。しばしば生徒たちはラカトシュの広範な補足説明で言及されているコーシーのような有名な数学者に言い換える。
ラカトシュが立証しようとしたことは、非形式的数学のいかなる定理も決定的でも完璧でもないということである。これはつまり、一つも反例の見つかっていない定理ですら究極的真理ではありえないということである。ひとたび反例、つまりその定理と矛盾するその定理で証明できない存在が見つかると、定理は修正され、ことによってはその有効範囲が広がる。これは、論理及び証明と反駁の過程を通じて人類の知識が積み上げてきたやむことのない行状である。
(しかしながら数学のある分野で公理が与えられた場合に関して、その公理からの証明はトートロジー、つまり論理的に正しいとラカトシュは主張している。)
ラカトシュは、数学的知識は全体としてヒューリスティクスという考えに基づくと提言している。「証明と論駁」では「ヒューリスティック」という概念はあまり展開されていないが、ラカトシュは推論の証明や反駁を見つけるためのいくつかの基本的な法則を与えている。彼は数学での思考実験は推論や証明を発見するための正当な方法だと考え、自身の哲学を「疑似-経験主義」と呼んだ。
しかしながら、彼は数学者の社会をどの数学的証明が妥当でどの数学的証明がそうでないかを決める弁証法の議論と見なしてもいた。そのため、フレーゲやラッセルの論理主義において優勢な、証明を簡素で「形式的」に妥当な術語によって定義する、証明の形式主義の構想には根本的に賛成できなかった。
1963年から1964年にかけて初めて「British Journal for the Philosophy of Science」が出版されたことで、「証明と論駁」は後続する数学の哲学の作品に影響を与えたが、ラカトシュの形式的証明に対する強い非難に賛成する者はほとんどいなかった。彼は生前、数学の哲学の領域に戻って自身のリサーチプログラムの理論を適用することを計画していた。ラカトシュ、ウォーラル、そしてエリ・ザハル（Elie Zahar）はアンリ・ポアンカレの1893年の論文 を利用して、批判者たちが気づいた大きな問題の一つ、「証明と反駁」で描写された数学的研究の様式は、ほとんどの場合現代の数学者の実際の活動に忠実には表れないということに対して回答している。

### コーシーと一様収束
（ラカトシュ、1978年）として公表されたが実際には1966年の文書の中で、ラカトシュは、超準解析の観点から、オーギュスタン＝ルイ・コーシーと一様収束の概念を強く顧慮しつつ、微積分学の歴史について再考している。ラカトシュは、数学史家は現在流行しているような理論の観点から数学の革命を判断するべきではないのではないかと心配している。彼は、連続関数の列はそれ自体連続だというコーシーの証明を絵画のように考えている。ラカトシュは、適当な収束仮説を明らかにできなかったコーシーの証明をヴァイアーシュトラースの分析に対する不十分な取り組みとしかみなさない人々に対しては批判的である。そういう人々はコーシーの連続体の概念は現在支配的な考え方とは異なるのということに気付けていないのだとラカトシュは考えている。

## リサーチプログラム
ラカトシュの科学哲学における業績は当時存在したポパーの反証主義とクーンの記述した科学革命の構造との論争を解決しようとしたことである。しばしば(不正確に)伝えられるポパーの理論は(人口に膾炙している限りでは)、科学者は一つでも反証する証拠が見つかれば即その理論を放棄してすぐに、徐々に「より大胆により強力に」なっていく新しい仮説を採用すべきだ、ということになっている。しかし、クーンは、多くの期間が科学者が変則的な事態に直面しても理論を保持し続ける通常科学の時期であり、点在して概念が大きく変わる時期が存在しているものとして科学を記述している。ポパーは、優秀な新しい理論が明らかに経験によってよく支持されているより古い理論と矛盾することがあることは認める。例えば、ポパーは「客観的知識――進化論的アプローチ」 で「惑星間の引力を考慮に入れるならニュートンの理論やケプラーの法則は大まかなところ確かであるに過ぎない―つまり、厳密には確かでない―」から、(精確に言えば)ニュートンの理論はケプラーの第3法則共々間違っていると指摘している。しかし、クーンが、よい科学者は理論に反する証拠を無視したり考慮しなかったりすると暗に言ったのに反して、ポパーは、反例が存在するならばそれを説明するかあるいは最終的に理論を修正しなければならないと考えた。ポパーは科学者の実際の振る舞いではなくて科学者のあるべき振る舞いを示していた。クーンは主に実際の振る舞いを示していた。
ラカトシュは、こういった矛盾する観点を調和させるような方法論、科学的発展を合理的に説明し、歴史的記録と矛盾しないような方法論を求めた。
ラカトシュにとって、人が「理論」だと考える物は実際のところ、彼が「ハードコア」と呼ぶ、いくつかの一般的な考えを共有する少しずつ異なった理論や長い年月をかけて発展してきた実験技術の連続体であったのかもしれない。ラカトシュはこうした連続する集まりを「リサーチプログラム」と呼んだ。なんらかのプログラムに係る科学者は理論的なコアを反証の試みから「補助仮説」の防御帯によって守ろうとする。 ポパーが一般的にはこうした方法を「アドホック」だと謗っていたとみなされているのに反して、ラカトシュは、防御帯の適用・発展はリサーチプログラムの発展にとって必ずしも悪いことではないと示そうとした。仮説が正しいか間違っているかを問う代わりに、ラカトシュはあるリサーチプログラムが他のものより優れているかを問うよう人々に求めたので、特定のリサーチプログラムを選好する合理的根拠が存在する。彼は、あるリサーチプログラムが「前進的」で対立するリサーチプログラムが「退行的」だとみなせる場合が存在することを示した。「前進的リサーチプログラム」はそれによる驚くべき新たな事実の発見や新たな実験技術の発展、より正確な予測などを伴った成長によって特徴づけられる。「退行的リサーチプログラム」は成長の欠如、つまり新たな事実を導くことのない防御帯の成長によって特徴づけられる。
ラカトシュは、自分はポパーの思想を拡張した(また、ポパーの理論はそれ自体徐々に発展してきた)と主張した。彼は、「ポパー」、ポパーの著作を理解していない批判者や追従者の心の中だけに存在する不完全な反証主義者、「ポパー1」、ポパーの実際の著作の作者、および「ポパー2」、弟子であるラカトシュが解釈しなおしたポパーの三者を対比させているが、多くの評論者はポパー2はむしろラカトシュ自身の姿だと信じている。連続的な発展によって一方が「前進的」で他方が「退行的」だと示せるのに反してある特定の時点では二つの理論もしくはリサーチプログラムのどちらがより優れているか示せないことがしばしばあるという考えは科学哲学及び科学史に対する大きな業績である。これがポパーの考えであるのかラカトシュのアイディアであるのか、あるいはもっともありそうなことだが二人のコンビネーションであるのかといった問題は重要ではない。
ラカトシュは、人はいつでも批判を別の理論または理論の一部に向けなおすことで大事な理論または理論の一部を敵対的な証拠から防護することが可能であるというピエール・デュエムの考え(デュエム-クワイン・テーゼを参照)に従っている。この反証主義との違いは後にポパーの知るところとなった。
反証主義(カール・ポパーの理論)は、科学者が理論を唱え、自然が理論と矛盾する実験結果という形で「否と叫ぶ」ということを主張した。ポパーによれば科学者が自然の拒否に直面しても理論を保持するのは非合理的なことであるが、これはクーンが科学者たちが実際行っていると述べたことである。しかしラカトシュにとって、「我々は理論と自然が否と叫ぶということを主張したのではなくてむしろ理論の迷宮と自然が非合理だと叫ぶと主張したのだ」。持っているリサーチプログラムの全体を放棄せずともハードコアは残して補助仮説を取り換えることでこの非合理性は解消できる。 例を挙げるとニュートン力学の3法則がある。ニュートン力学(リサーチプログラム)においてニュートンの3法則はプログラムのハードコアであるから反証に対して開かれていない。このリサーチプログラムによって、そのリサーチプログラムに関わるものが共有していると想定される根本的原理を不断に参照しながら、この根本的原理を断続的に防護することに煩わされることなく研究を行えるような枠組みが与えられる。この点ではクーンのパラダイム論と同じである。
また、ラカトシュは、リサーチプログラムは方法論的規則、つまり、あるものは避けるべき研究方法を指示し(彼はこれを「ネガティヴ・ヒューリスティック」と呼んだ)、またあるものは追求すべき研究方法を指示する(彼はこれを「ポジティヴ・ヒューリスティック」と呼んだ)ようなものを含むという考えをとった。
ラカトシュは、リサーチプログラムに含まれる補助仮説のいかなる変化(ラカトシュはこの変化を「プロブレムシフト」と呼んだ)も等しく可能だというわけではないと主張した。彼は、「プロブレムシフト」は明らかな反例を説明する能力と新しい事実を作り出す能力の両方によって評価できるという考えをとった。それができるならそのプロブレムシフトは前進的だとラカトシュは主張した。しかしながら、それらができないならばそのプロブレムシフトは「アドホック」であって新しい事実を予測することができないので、ラカトシュはそれらを退行的であるとした。
ラカトシュは、リサーチプログラムが前進的であれば、科学者が例外に直面した際にリサーチプログラムを手放さないために補助仮説を変更し続けることは合理的であるという考えをとった。しかし、リサーチプログラムが退行的であれば、そのリサーチプログラムは競争相手からの危機に瀕している。つまり、退行的リサーチプログラムはより良い(つまりより漸進的な)リサーチプログラムに取って代わられることによって「反証され」うる。これが、クーンの言う、彼が革命と見なした歴史上の時点で起こることおよび単なる信念の跳躍に対して反対者より理性的であらしめるものである(ラカトシュはクーンがこう考えたとみなした)。

## 疑似科学
元々ラカトシュが提案した疑似科学の線引き基準によれば、新しい事実を予測できる科学的理論と比べて今まで未知であった現象を新しく予測できなければその理論は疑似科学的である。前進的な科学的理論は確立された新しい事実を持っているものであり、退行的な科学的理論はそれによる新しい事実の予測が反駁されるものである。彼は提起する:
ラカトシュが疑似科学に関して重要だと考える例として、クラウディオス・プトレマイオスの天文学、イマヌエル・ヴェリコフスキーの世界的宇宙起源論、ジークムント・フロイトの精神分析、20世紀「ソ連型」社会主義、ルイセンコ学説、ニールス・ボーアの1924年以降の量子力学、占星術、精神医学、社会学、新古典派経済学、ダーウィンの理論がある。

### ダーウィンの理論
ラカトシュの1973年の科学的方法の講義1 で、彼は「ダーウィンが科学的だといえるような線引き基準を示した人は今日まで一人もいない」と主張した。
ラカトシュが1973年にダーウィンの科学性に対して「挑戦」してからほぼ20年後、LSEの講師にしてラカトシュのかつての同僚であるヘレナ・クローニンが1991年に「The Ant and the Peacock(pp31–2) 」で、ダーウィンの理論は申し立てによると修正とともに系統によって説明される世界の生物の形質の多様性のうちの類似を説明することで少なくとも擁護されるという点で経験科学であると立証しようとした。彼女は「新しい事実をうまく予測することを要求することとしての確証に対する私たちの考え[…]ダーウィンの理論は時間的に新しい予測に関して強力でない」と結論している。彼女はダーウィンの理論が新しい予測をできるかどうかに関して曖昧で、「大方においてこの事実は既によく知られたものであり、ダーウィン以前の博物学によってすっかり述べられている」と言うに留まっている。クローニンは証拠の他のどの部分がまだよく知られていないのか述べていないが、既によく知られている事実を説明する新しい理論も許容するザハルのより弱い基準に従えばダーウィンの理論は科学的だと力説している。しかしながら、彼女は進化の多様性の内にある類似の古い、法律的・演繹的な説明を与えることに失敗して、それはそうなのだと根拠なしに言っている。

### ミルトン・フリードマンの新古典派経済学の事例研究
1972年8月に、ラカトシュのLSEでの同僚スピロ・ラトシスによって新古典派経済学の方法論の事例研究が行われ、「The British Journal for the Philosophy of Science」に収録された。そこでは、ミルトン・フリードマンの方法論が、科学的理論と非科学的理論の線引きが少なくともそれらが新しいテスト可能な実験的事実予測するか否かということを含んでいるラカトシュの評価的な科学哲学で言うような意味で「疑似科学的」だとされている。ラトシスは新古典派経済学におけるフリードマンの器楽的方法論が新しい事実を一切予測していないと主張した。1972年12月のラトシスに対する3ページにわたる書簡の中で、フリードマンは新古典派の独占競争のモデルは実際にはそれまで観察されておらず、後に実験によって確かになった現象を予測することで経験的に前進を示していると反論した。彼が与えた例は「スタンダードオイルの独占に対する標準的な説明は悪い」という、彼が義兄弟のアーロン・ディレクターによって予言されていたと言うところの、そしてマギーによって実験的に確かめられたチェンバレンの独占競争モデルであった。しかし彼はどんな新しい経済的現象がそれによって肯定的に予測され、確かめられたのか明らかにできなかった。ラカトシュは新古典派経済学ではなく科学的事情の問題に関するシンポジウムで公にするためにフリードマンのもとを訪れて彼が1972年にラトシスに送った書簡に基づいた論点を提出しようとした が、フリードマンは彼の来訪を拒否した。
3年後の1976年にフリードマンは「消費分析・金融史・金融理論の分野における業績と、安定化政策の複雑性の実証を称えて」ノーベル経済学賞を受賞した。ノーベル賞受賞講演で語ったところ によればフリードマン自身の非現実的な雇用目標を実現するための拡張的通貨政策を行うことによるインフレの加速度の予測は新古典派経済学による上手く予測された新しい現象の例として他の人に引用されているという。この研究は究極的には長期的には失業とインフレには交換関係が存在するという20世紀の経済学の信念を破壊することになった。ロバート・E・ルーカスはフリードマン・フェルプス・モデルは「明確な切片としてのマクロ経済学がかつて知りそうだった実験的区別」だと主張している。ロジャー・バックハウスは、フリードマンとフェルプスは1970年代の出来事によって確証された新たな事実を予言していたと主張した。マルク・ブラウクは、フリードマンの1968年の論文とその新たな事実の成功した予測はそれ自体フリードマンの通貨主義・新古典派的研究プログラムが前進的リサーチプログラムだったことの証明だと主張した。

## 歴史編集のリサーチプログラム
1973年の小論「科学史とその合理的再構成(History of Science and Its Rational Reconstructions)」 で、ラカトシュは科学的方法の様々な理論を評価するための弁証法的・歴史編集的なメタ-方法を提言している。具体的には、一方では実際の科学史と科学革命を説明する上で、もう一方では筋の通らないとりとめのない情報の集まりにすぎないものより以上のものとして科学史を合理的に再構成するための歴史編集的な枠組みを与える上で、成功したかどうかを比較するという方法によって科学的方法の理論が評価される。小論は「科学史を欠く科学哲学は形ばかりのものであって実質的内容がない。哲学を欠く科学史は具体的事例に拘泥するばかりで展望がない(Philosophy of science without history of science is empty; history of science without philosophy of science is blind.)」という有名な言明で始まっている。
とはいってもラカトシュ自身も彼の共同研究者も、あらゆるラカトシュの基準―あるプログラムが新しい事実を予測することに成功しているなら一方でそれに競合するプログラムは退行している―が満足されるまさにその時に科学革命の中で科学者の社会のうち大多数が変わっていくことを示すことによって上の言明の前半を立証することに今まで成功していない。実際、1970年の歴史的事例研究「批判主義と科学的リサーチプログラムの方法論(Criticism and the Methodology of Scientific Research Programmes)」において彼は公然と「この論文で私の言いたかいことは、歴史性をゆるがせにせず実際の歴史と合理的な再考性を比較することの第二段階に真剣に突き進むことだ」といったことを述べている。

## 批判

### ファイヤアーベント
ポール・ファイヤアーベントは、ラカトシュの方法論は全くもって方法論などではなく、「方法論の要素であるかのように『聞こえる』言葉」にすぎないと主張した。彼は、ラカトシュの方法論は実践においては、ファイヤアーベント自身の立場である認識論的アナーキズムと何ら変わるところはないと言っている。彼は(ラカトシュの死後に)「開かれた社会の科学」のなかでこう書いている: 
ラカトシュは合理性の基準、つまり論理に含まれる基準は制約が強すぎで、科学が何らかの判断を下す際の妨げになることを理解して言葉にした。そのため彼は科学者が合理性の基準を破ることは許す(彼はこういった基準から考えれば科学は「合理的」でないと言っている)。しかし、彼はリサーチプログラムに長期的には明らかな特徴―リサーチプログラムは前進的でなければならない―を示すことを要求する。私はこういった要求のもとでは少しも科学を行えないと主張する。どんな発展も私のこの主張に賛成する。
ラカトシュとファイヤアーベントは、ラカトシュが合理主義的な科学の記述を進めてファイヤアーベントがそれを攻撃するような共作を執筆する計画をしていた。

### 高橋憲一
ラカトシュも自覚していたことではあるが、あるリサーチプログラムに含まれる者のうち何がハードコアであるかは必ずしも決定できない。できるとすれば、すでにその活動を終えたリサーチプログラムに対して、そのなかで一貫して保たれていたものがハードコアだと言えるのみである。ラカトシュのリサーチプログラムの理論においてハードコア(プログラムの核)は、現在から過去を串刺しにして眺めていて、実際には歴史的内容が空虚である。そこで高橋憲一はリサーチプログラムの理論をバウムクーヘン理論と呼ぶ。
また、これもラカトシュが自覚していたことであるが、ハードコアと補助仮説の区別ははっきりとしたものではなく、よりハードコアに近い(より固い)かより補助仮説に近いかといった程度であらわされる。そのためハードコアに代えて「ソフトコア」という概念を考えるべきだと高橋憲一は主張した。

## 公文書
Imre Lakatos's papers are held at the London School of Economics. His personal library is also held at the School.

## さらなる参考文献
- Alex Bandy (2010). Chocolate and Chess. Unlocking Lakatos. Budapest: Akadémiai Kiadó. ISBN 978 963 05 8819 5
- Brendan Larvor (1998). Lakatos: An Introduction. London: Routledge. ISBN 0-415-14276-8
- Jancis Long (1998). "Lakatos in Hungary", Philosophy of the Social Sciences 28, pp. 244–311.
- John Kadvany (2001). Imre Lakatos and the Guises of Reason. Durham and London: Duke University Press. ISBN 0-8223-2659-0; author's Web site: http://www.johnkadvany.com.
- Teun Koetsier (1991). Lakatos' Philosophy of Mathematics: A Historical Approach. Amsterdam etc.: North Holland. ISBN 0-444-88944-2
- Szabó, Árpád The Beginnings of Greek Mathematics (Tr Ungar) Reidel & Akademiai Kiado, Budapest 1978   ISBN 963 05 1416 8